# Gregorius Matthiæ Favorinus
Gregorius Matthiæ Favorinus, född i Tyrväntö, död 1660 i Hattula, var en finländsk präst.
Gregorius Matthiæ Favorinus var troligen son till bonden Matts Nilsson i Siukola i Tyrväntö. Han blev regementspredikant i Riga 1624, finländsk kaplan i Åbo 1628 och 1633 kyrkoherde i Pikis. Senare blev Favorinus prost i samma församling och 1651 kyrkoherde och prost i Hattula. Han är främst känd som översättare av religiös litteratur till finska.